# Jérémy Perbet
Jérémy Perbet (Le Puy-en-Velay, França, 12 de desembre de 1984) és un futbolista professional francès, que juga com a davanter a l'KAA Gent belga.

## Trajectòria

### Vila-real CF
Durant el mercat d'hivern de la temporada 2012/13 va fitxar pel Vila-real, després de la marxa de Walter Pandiani i Cavenaghi l'equip groguet necessitava un canvi de rumb per continuar amb opcions de cara al retorn a Primera Divisió. Va arribar cedit amb opció de compra.
Els seus primer mesos amb l'equip de La Plana van ser espectaculars. 11 gols en 18 partits que van ser claus per assegurar el retorn de l'equip a Primera. Després d'aquest període el Vila-real va exercir l'opció de compra sobre el jugador, això el vinculava fins al 2016 amb l'equip.

### İstanbul Büyükşehir
Després d'una temporada a Primera Divisió amb el Vila-real, el jugador va fitxar per l'İstanbul Büyükşehir, equip que acabava d'ascendir a la lliga turca.